# Laminaat

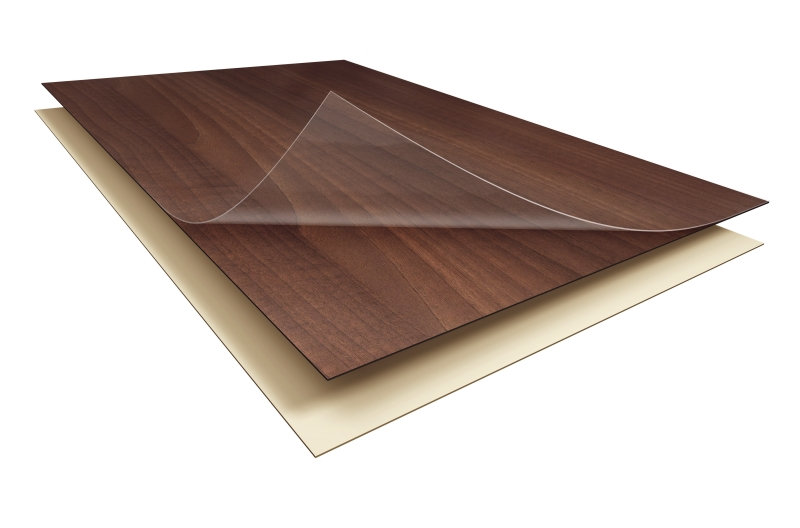
Laminaat bestaat uit meerdere lamellae die over elkaar zijn geplaatst door middel van lamineren

Laminaat is een composietplaatmateriaal dat uit verschillende laagjes is opgebouwd, waarbij eigenschappen verkregen worden die met enkelvoudige materialen niet verkregen kunnen worden. De term laminaat komt voort uit de benaming voor de dunne laagjes over elkaar geplaatst materiaal, de lamellae. Het proces waarmee deze worden verbonden wordt lamineren genoemd.

## Vloerbedekking

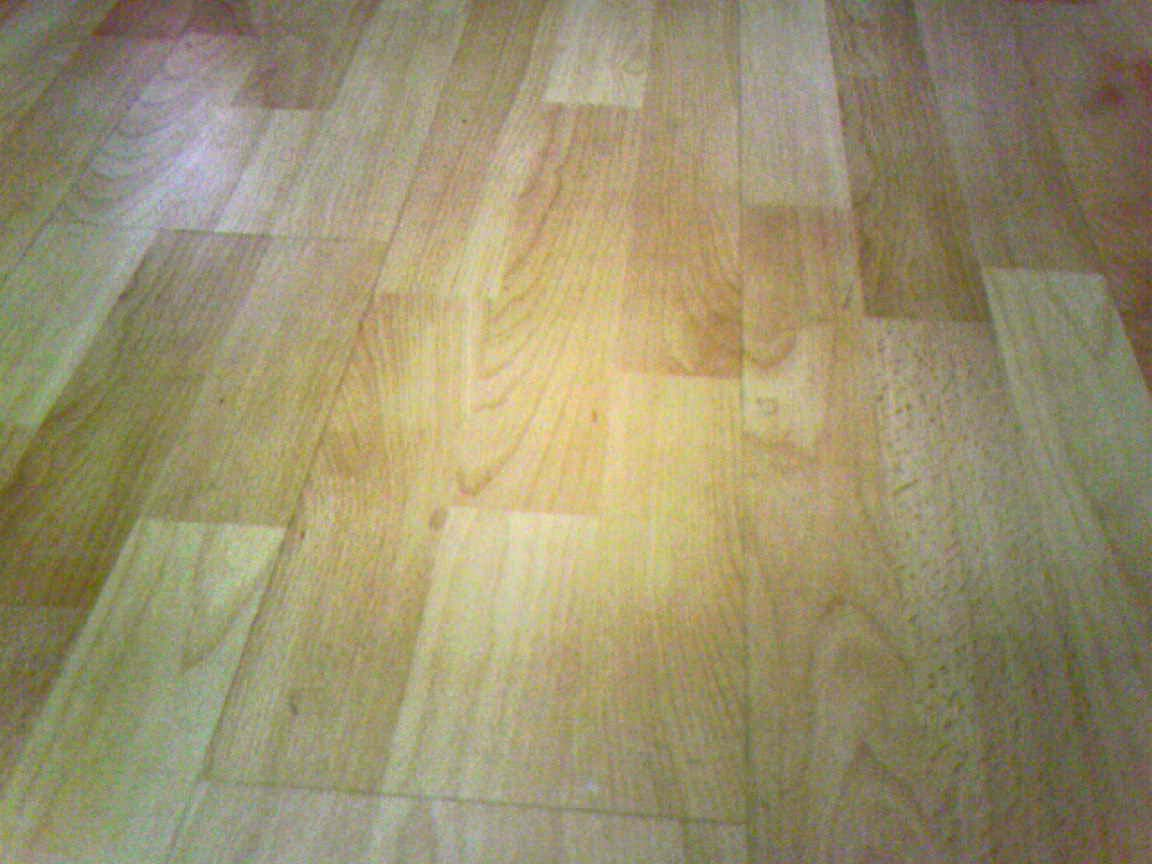
Laminaat als vloerbedekking

In de volksmond wordt de term gebruikt voor een vloerbedekking van kunststof, die uit losse panelen bestaat. Het uiterlijk en de eigenschappen ervan zijn enigszins vergelijkbaar met parket.
Laminaat als vloerbedekking bestaat meestal uit drie tot vier lagen:
1. een kunststof onderlaag, meestal melamine;
2. een drager, meestal high-density fibreboard;
3. een laagje bedrukt papier (vaak bedrukt met een houtstructuur);
4. een kunststof toplaag, meestal melamine versterkt met korund.

Er zijn vier typen laminaatvloeren:
1. HPL - High Pressured Laminate - opbouw zoals hierboven beschreven met uitzondering van de toplaag: deze bestaat uit meerdere afzonderlijk geperste melaminelagen en is hierdoor stootvaster en beter bestand tegen vallende voorwerpen
2. DPL - Direct Pressed Laminate - opbouw zoals boven beschreven
3. CPL - Continious Pressed Laminate - opbouw zoals bij HPL, maar de toplaag is iets dunner en wordt vanaf een rol aangebracht en zorgt voor een continu productieproces
4. DLP - Direct Laminate Printing - hierbij ontbreekt in de opbouw de bedrukte decorlaag. In plaats hiervan wordt de hdf-dragerplaat bedrukt en vervolgens afgewerkt met de toplaag

De toplaag of 'slijtlaag' is bij goedkope producten meestal dun, waardoor de levensduur korter is. De dikte van laminaat bepaalt ook de klasse, doorgaans varieert dit tussen de 6 en 12 mm. De kwaliteit van het laminaat wordt vaak aangeduid met een nummer, tussen 21 en 34. Hoe hoger het nummer, des te beter de kwaliteit:
Residentieel gebruik
1. AC1 Klasse 21 Licht gebruik
2. AC2 Klasse 22 Normaal of matig gebruik
3. AC3 Klasse 23 Intensief gebruik

Commercieel gebruik
1. AC3 Klasse 31 Licht commercieel gebruik
2. AC4 Klasse 32 Normaal commercieel gebruik
3. AC5 Klasse 33 Intensief commercieel gebruik
4. AC6 Klasse 34 Zeer intensief commercieel gebruik

AC6 Klasse 34 is gericht op zeer intensief commercieel gebruik en is alleen verkrijgbaar in HPL.
Deze omschrijving komt uit de Europese Norm, EN 685 en DIN 18 365 (Bodenbelagsarbeiten).
In de regel wordt deze vloer los ("zwevend") van de ondervloer geplaatst, waarbij de delen onderling aan elkaar worden verbonden door een klik- of een lijmverbinding.

## Leggen
Omdat HDF gemaakt is uit onder andere hout is de HDF-onderlaag aan natuurlijke werking (krimpen/uitzetten) onderhevig. Daarom moet elke vloer minimaal 1 cm vrij liggen van obstakels zoals muren, drempels en leidingen. Om de ruimte tussen wand en laminaatvloer af te dekken zijn plakplinten verkrijgbaar. Om werking door vocht zo veel mogelijk tegen te gaan wordt er tegenwoordig vaak gebruikgemaakt van watervast HDF. Daarnaast is het mogelijk laminaat te kopen waarin glasvezelvlies (een non-woven geproduceerd van dunne, korte glasvezeltjes) verwerkt is, welke dimensionale stabiliteit geeft. Door glasvezelvlies toe te voegen wordt ook de brandvertraging van het materiaal vergroot.
Om tijdens het leggen de ruimte tussen vloer en wand te waarborgen worden over het algemeen stukjes plaat of speciale wigjes van hout of kunststof gebruikt.

### Wildverband
De meest economische manier van leggen is door de delen in wildverband te leggen, andere legpatronen zoals halfsteensverband, kruisverband kunnen ook worden gebruikt.
Het voordeel van het wildverband is dat het deel dat aan het eind van een baan (mits langer dan 20cm) overblijft, weer wordt gebruikt om een nieuwe baan mee te beginnen. Hierdoor is er minimaal snij- of zaagverlies.

### Verlijmen
De eerste rij laminaatdelen wordt alleen aan de kopse kanten verlijmd met PVAC-lijm. Vanaf de volgende rij worden de delen telkens aan één langszijde en één kopse zijde aan de reeds gelegde vloer verlijmd.
Met speciale spanners worden de verlijmde delen stevig in elkaar gedrukt. Na uitharding van de lijm worden de spanners verwijderd.

### Kliklaminaat
Net als bij verlijmen worden de delen van de eerste rij alleen met de kopse kanten in elkaar geklikt. Afhankelijk van de soort klikverbinding worden vanaf de tweede rij de delen volgens de bij het laminaat behorende leginstructie in elkaar geklikt. Bij moderne kliksystemen is de verbinding van dusdanige kwaliteit dat er geen verlijming meer nodig is.

## Afwerking
Voor het dichten - of meer eigenlijk overbruggen - van de kieren tussen de muur/bouwplint en het laminaat zijn er liggende afwerklijsten die gelijmd kunnen worden op het laminaat. Sommige afwerklijsten zijn voorzien van plakstrips aan de onderkant waardoor deze gemakkelijk te hechten zijn.
Voor de afwerking kan de muur worden voorzien van een sierplint die de kieren tussen muur/bouwplint en laminaat dicht.
Laminaat kan gelegd worden tegen een stofdorpel aan, waarbij ook daar een afwerklijst nodig is om de kieren aan het oog te onttrekken. Ook kan het laminaat onder de deur door worden gelegd. De kier die dan onder de deur ontstaat kan worden verminderd met het opleggen van een stofdorpel.

## Gezondheid
Om de houtvezels in het laminaat vast te houden en om de verschillende lagen te verlijmen, wordt houtlijm gebruikt door de fabrikanten. In deze lijm kan formaldehyde zitten, dat een mogelijk kankerverwekkende werking kan hebben. Het is daarom belangrijk bij pas gelegd laminaat goed te ventileren.